# Mabubas
Mabubas est une ville du nord-ouest de l'Angola située dans la province de Bengo. Elle a le statut de commune de la municipalité de Dande (en)
En 2014, la commune comptait 25 970 habitants sur une superficie de 2 320 km2.